# 奥澤勘一
奥澤 勘一（おくざわ かんいち、1875年（明治8年）9月7日 - 没年不明）は、日本の柔術家。柔道師範、戸田流（気楽流）17世、天神真楊流、戸田流（気楽流）の柔術家、柔道整復師として知られた。

## 略歴
戸田流（気楽流）の奥澤七事斎良重の孫。戸田流、天神真楊流の柔術家であり、ほねつぎを営んでいた父、奥澤敬太郎より、東京府東京市本郷区（現在の東京都文京区）湯島天神下同朋町の修心館を引き継いだ後、大正7年7月に浅草仲町24番地に道場を移し柔道を教授。
1921年（大正10年）駒込妙義坂下町に整骨院を開院、後に駒込富士前町に移転した。父、奥澤敬太郎とともに、柔道整復師の法制化に尽力。
昭和9年に古武道振興会主催の古武道型奉納大会で井上縫太郎と共に天神真楊流柔術の極意上段を演武した。